# Коська фортеця
Коська фортеця (або Замок Нератція)  — оборонна споруда, розташована на острові Кос, Греція, датована 1380-1514 роками. Назва замку розшифровується як "кислі апельсини", що пов'язано з цими деревами, які росли на острові. Це найбільший замок на острові з  чотирьох, три інші розташовані в Пілі, Антимахії та Кефалосі.

## Історія
Замок  Нератція, є найважливішою частиною укріплень, побудованих на острові тамплієрами в кінці XIV століття н.е. Він розташовувався на острові, відділеному від суходолу викопаним рвом, поруч з гаванню міста. Він разом із замком Галікарнассос (фортеця Святого Петра), розташованим навпроти турецькиого узбережжя здійснювали контроль над стратегічними протоками між островом і Туреччиною.
Будівництво внутрішніх мурів розпочав венеційський губернатор (можливо Х. Шлегельгольц) у 1436 р., а закінчив його спадкоємець у 1478 р. У зв'язку з постійними турецькими нападами замок вирішено було укріпити тож побудовано масивні зовнішні башти.
Найдавніша вежа замку перебуває ліворуч від під’їзного мосту, та на ній досі є блазони 36-го Великого Магістра  Де Міллі (1454-1461) та 37-го Великого Магістра  Де Ластіка (1437-1454).  Між 1505 і 1508 роками було збудовано західну сторону замку (зі сторони гавані), а міст, який з'єднує зовнішню фортецю з площею дерева Гіппократа, був побудований орієнтовно між 1500 і 1510 роками.
Замок був пошкоджений землетрусом у 1495 році та захоплений турками у 1523 році, які його відремонтували.
У XIX столітті замок використовувався як казарма турецького гарнізону та як житло турецького командувача острова. 17 березня 1816 р. пороховий погреб  випадково вибухнув і знищив значну частину замку.   
Замок відновлювали італійський департамент археології, який під час італійської окупації відновив замок у первісній формі, усунувши доповнення, що були створені в Османську епоху. Також італіці засипали оборонний рів перед замком. В північній частині замку розташований  колишній склад, реставрований італійцями у невеликий музей з скульптурами, вівтарями та деякими кладочними написами. Німецький гарнізон під час окупації  використовував замок як в'язницю.

## Архітектура
Замок прямокутний і складається з двох укріплених стін, розділених широким ровом. По кутах внутрішніх укріплень замку розташовано 4 високі круглі вежі. На стінах зовнішньої частини замку розташовані масивні бастіони та гарматні бійниці, південна сторона з ескарпою розташована поруч з великим ровом, який раніше був глибиною 6 м і шириною 38 м, а сьогодні  там проходить міська вулиця. Стіни, внутрішня з яких найдавніша, з'єднані між собою тільки однією похилою дорогою на східній стороні замку. 

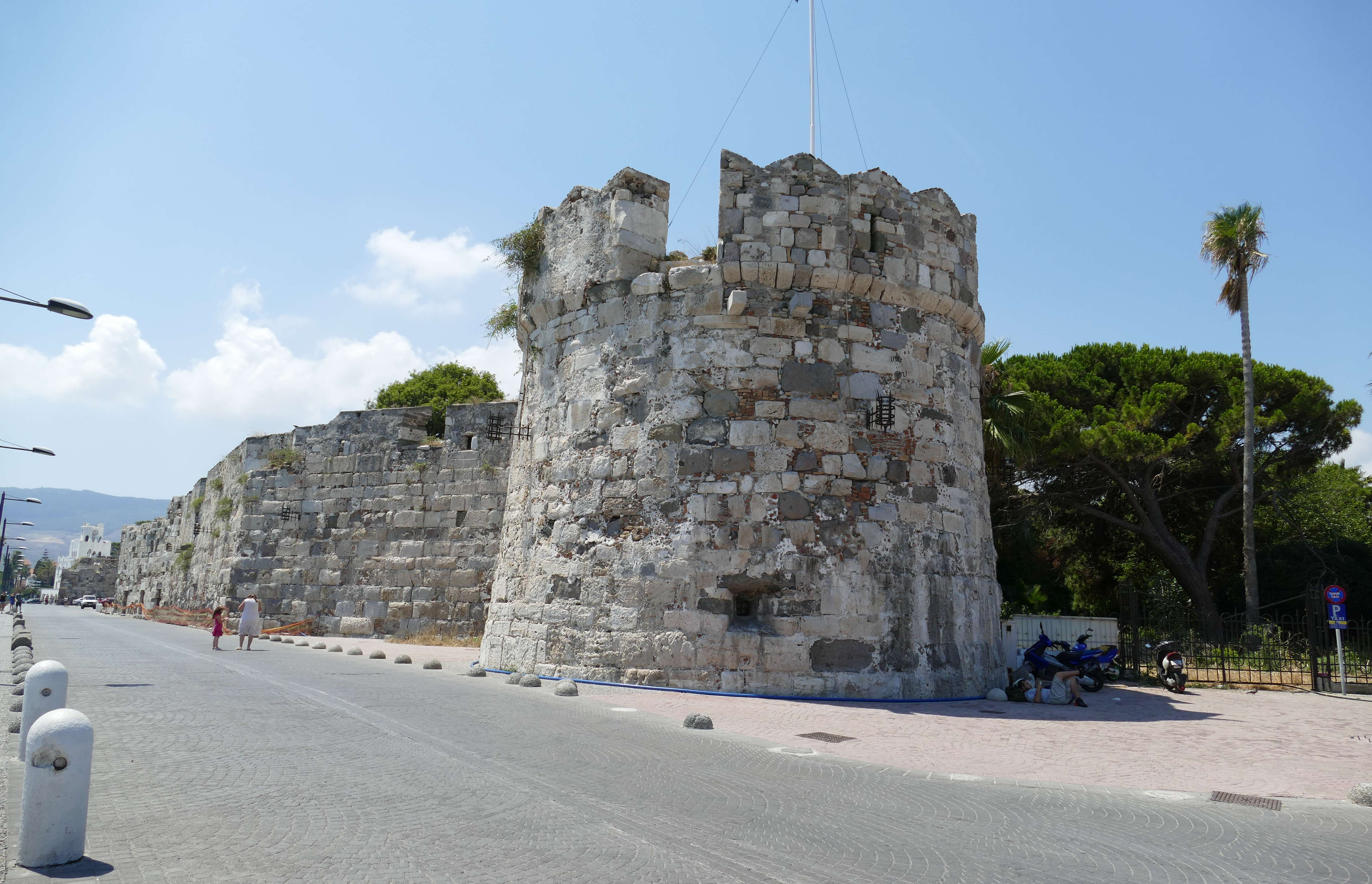
Бастіон замку

При будівництві замку використовувались місцеве каміння (пористий камінь, зелений пористий камінь, м'який камінь та травертин, змішані з древніми шматками мармуру) та залишки античних споруд міста Кос та Асклепіона, багато з яких досі є в стінах замку, зокрема колони бази та архітрави.  Вплив різних архітектурних стилів, пов'язаний з довгим будівництвом замку, спостерігається у фризі із зображенням гірлянд і масок елліністичних часів (наприклад над головною брамою), що контрастують з косими базальтовими колонами на воротах, відомим як ворота Кармадіно (ймовірно, з ранньохристиянської базиліки Ліменос).
Після кам'яного мосту, який веде до замку розташована головна брама, яка раніше була подвійною. Дві невеликі вежі, що оточували ворота, були знесені на початку 1920-х. Над воротами розташований мармуровий фриз з гірляндами та масками (ймовірно з храму Діоніса), а вище скульптурна рамка з гербами Великого Магістра Д'Амброаза та гравірованою датою 1510 р. Після входу є арочна споруда - залишок турецької водойми.